# 人間の声

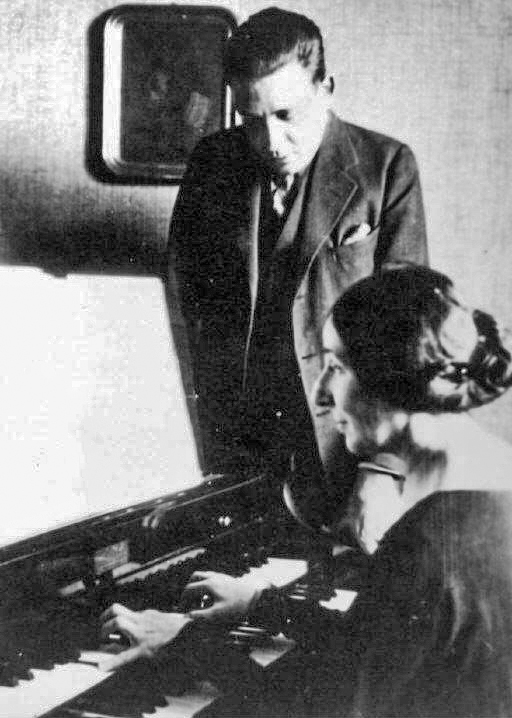
フランシス・プーランクとランドウスカ

『人間の声』（にんげんのこえ、仏: La Voix humaine）は、フランシス・プーランク作曲の全1幕のオペラ（叙情悲劇）。単に『声』または『人の声』の日本語題も用いられる。登場人物がソプラノ1人であることから、モノオペラともいわれる。フランスの詩人・劇作家ジャン・コクトーの同名の戯曲『人間の声』（La Voix humaine, 1930年）を原作としている。

## 概要

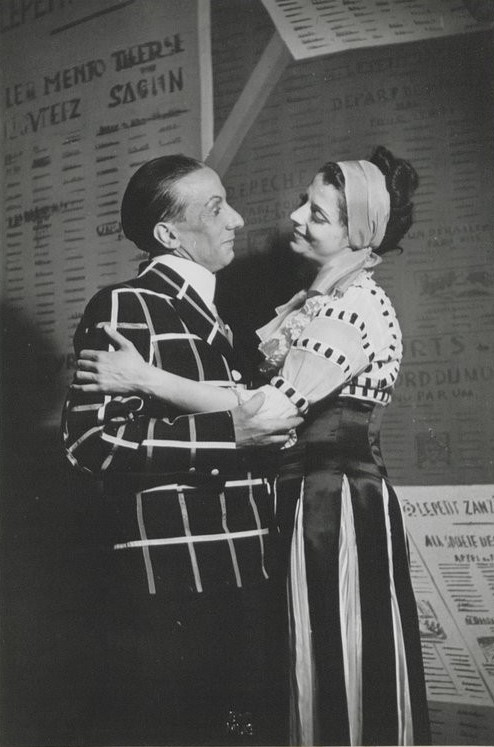
ドゥニーズ・デュヴァルとポール・ペイアン

『カルメル派修道女の対話』の成功で失っていた自信を回復したプーランクの3作目にして、最後のオペラで、オーケストラによる伴奏のほかに、ピアノによって伴奏される版も用意されている。主役には『カルメル派修道女の対話』でも主役を務めたドゥニーズ・デュヴァルを想定して作曲を進めた。初演は1959年 2月6日 パリ・オペラ・コミック座にて主役は予定通りドゥニーズ・デュヴァル、指揮はジョルジュ・プレートルが務めた。なお、演出と舞台美術は原作者のコクトーが担当した。初演時の批評は大多数が作品と作曲家、そして歌手を絶賛するものだった。ダリウス・ミヨーの感想も「オーケストレーションが驚異的に素晴らしく、デュヴァルは最高」というものだった。『世紀末の音楽』の著者高橋英郎は「『人間の声』はプーランクのドラマの到達点である。この作品はクレッシェンドで女性の執念を描き出している」と評している。同様に電話を扱ったオペラにジャン＝カルロ・メノッティの『電話』がある。こちらはハッピーエンドで対照的である。

## 初演後
1959年の初演の後、イタリア初演は同年 2月18日にミラノ・スカラ座にてデュヴァル主演でニーノ・サンツォーニョの指揮で行われた。アメリカ初演は1960年 2月23日に ニューヨークのカーネギー・ホールにて演奏会形式で行われた。主演はドゥニーズ・デュヴァル、指揮はジョルジュ・プレートルだった。イギリス初演は1960年8月30日にエジンバラのキングス劇場にて行われた。主演はドゥニーズ・デュヴァル、指揮はジョン・プリッチャードであった。日本初演は1964年に日生劇場音楽シリーズの一環として日生劇場にて行われた。

## 楽曲

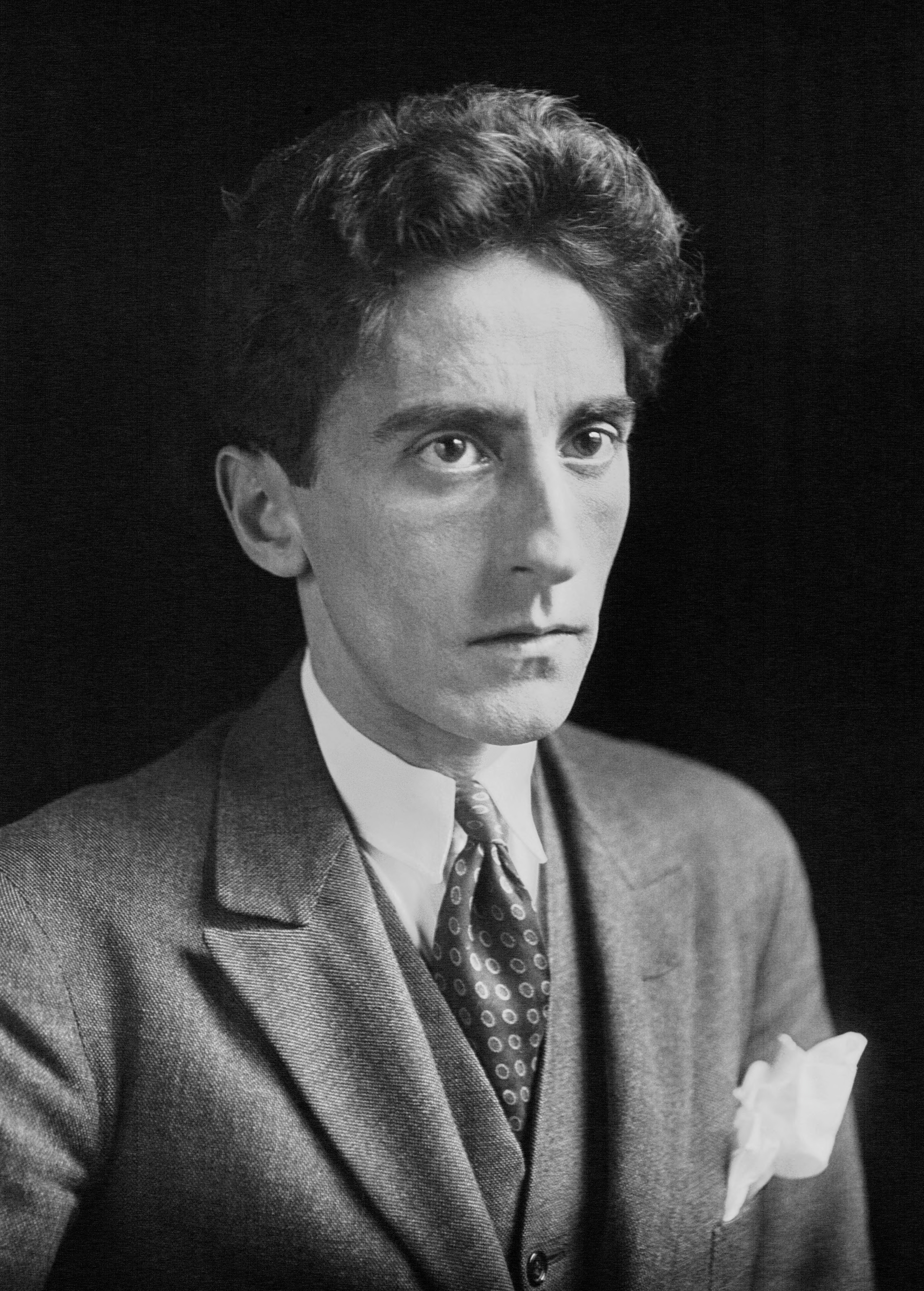
ジャン・コクトー

この作品はいわばソプラノとオーケストラのための45分の協奏曲である。本作は当時としては最新の通信手段であった電話による会話がオペラ化されたものである。主役一人によるドラマであり、通話の相手の会話は一切語られないので、聴衆はそれを想像することになる。着信音は木琴によって表現されている。当時は通信状況が安定していなかったことから、回線が混乱し断線することがあり、本作でもその状況が描かれている。コクトー、プーランク、デュヴァルは各々の辛い恋愛経験を本作に反映させている。デュヴァルとプーランクはとりわけお互いの私生活を熟知する仲であったため、本作を前に一緒に泣いたと言われ、このオペラは彼らの心の傷の記録とも言える内容となっている。
『ラルース世界音楽事典』によれば「プーランクは、コクトーのテキストが日常的かつ切れ切れであるにもかかわらず、オーケストラは非常に《官能的に》演奏すべきであると注書きしている。プーランクは模倣的な様式を避けて、ドビュッシーの『ペレアスとメリザンド』の韻律（プロソディ）と声楽、器楽書法に近いものを用いている。また、シンコペーションが多く、簡潔で短く、峻烈で不安をはらんだ様式となっている。－中略－相手の声が聞こえない時に音楽が鳴っている場合でも音楽はいない者の代わりに〈話す〉ことを、また、その会話を表現することを避けている。同様に、オーケストラは主人公の声の背後でしばしばなりをひそめてしまい、去って行った男の間隙をあける役をするのである。『人間の声』は戦前のプーランクのコケットリーや茶目っ気が見られない、生き生きした明解で、集中的な劇作品として大いなる成功作であり、人間的な魅力を有する」と説明している。

## 楽器編成

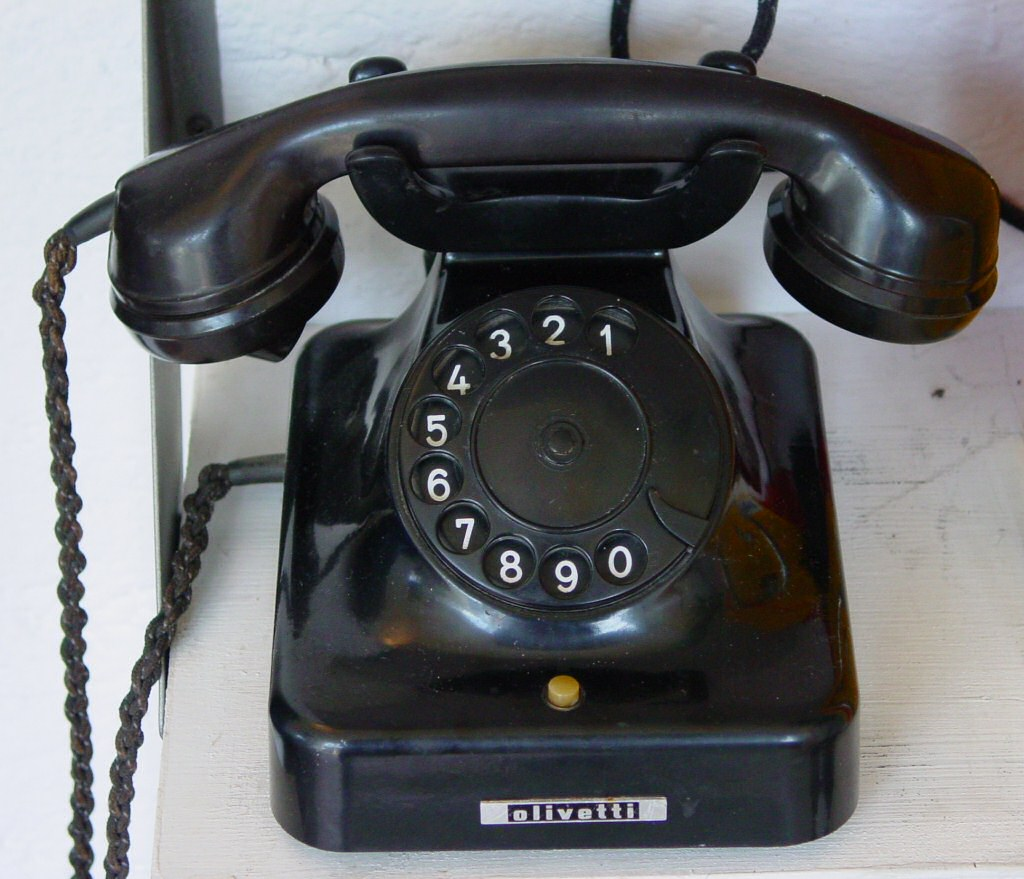
旧式の固定電話

- 木管楽器: フルート2、 オーボエ2、 クラリネット3、 ファゴット2、
- 金管楽器: ホルン2、トランペット2、トロンボーン、チューバ、
- 打楽器: ティンパニ、シンバル、木琴、大太鼓 、シロフォン
- その他: 弦楽5部、 ハープ1

## 演奏時間
全1幕：約40分

## あらすじ

### 全1幕
ある女の寝室、乱れたベッドの傍に小さなテーブルが置いており、その上に電話が置かれている。
ある夜の更けがた近く。女はネグリジェの上からガウンを着た姿でベッドの傍に死んだように倒れている。すると、電話のベルが鳴るので彼女が出ると、それは間違い電話で通話主に間違いを正す。すると、すぐにまた掛かって来た電話は、またも間違え電話だった。女が受話器を置くと、今度は5年間付き合った末に数日前に別れを切り出された恋人からだった。女は恋人に「別の女性と結婚するから別れてくれ」と言われ絶望していたのだったが、実はまだ彼と話しがしたくて、彼からの連絡を心待ちにしていたのだった。女は自分の不安定で落胆しきった気持ちを彼に感づかれないように、必死で平静を装いながら、マルトと食事をして帰ったばかりで、まだ服も帽子も着けたまま、昨日は眠れなかったので睡眠薬を一粒だけ飲んだけど、今は元気だと強がって嘘をつくのだった。そして自らの心痛を少しも表さずに、貴方からの手紙は全部まとめて送り返す、明日取りに来たジョゼフに渡せばいいのね、今の貴方の格好が手に取るように分かる、などと話しを始めると空元気を出しているのではないかと聞かれたようで、そんなことはないと強がってみせる。さらに、私のことは想像しないでよ、人に見せられる格好じゃないわ、だって一人で寝る習慣がなかったから、などと話す。すると、突然電話は途中で混線して切れてしまう。女はすぐに男に電話を掛け直すが、使用人が出て彼は今いないと言う。せっかく話しができたのに突然、話が中断しまったため、女の心は乱れ、再び彼から電話が掛かって来た時には、既に落ち着きは全くなくなっていた。女は先刻とは豹変し、溢れ出る感情のままに男への未練を洗いざらい語り始める。マルトと食事をしたのは嘘で、本当のことを言うと、貴方からの電話を心待ちにしていたのだった。昨夜は、睡眠薬を12粒も飲んで死ぬ覚悟だったけど、怖くなってしまって、マルトに電話して医者と駆け付けてもらい夕方までいてもらったが、貴方との電話が大事だったから、安心させて帰ってもらったことも告白した。その後、数回に亘って電話が混線したり切れたりする中、女は絶望する気持ちと男を愛する気持ちを伝え続け、女の精神状態を懸念したらしい男は電話が切れる度に女に電話を掛け直した。安心してよ、二度は自殺しないからと言うと、電話のコードを首に巻き付け、私たちの想い出の地マルセイユに新しい恋人と行くなら、どうか二人でよく一緒に泊まったホテルにだけは泊まらないでほしいと懇願し、愛していると繰り返す。そして、もう完全に捨てられ、望みがないことを確信すると、もう電話を切って、愛していると呟きながら、自分の首を電話のコードで強く絞め意識を失う。女が手にしていた受話器が床に落ち、事切れるのだった。

## 主な全曲録音・録画
| 年   | 彼女、Elle（ソプラノ）                                   | 指揮者、 管弦楽団 またはピアノ                                                   | レーベル                                                       |
| ---- | -------------------------------------------------------- | -------------------------------------------------------------------------------- | -------------------------------------------------------------- |
| 1959 | ドゥニーズ・デュヴァル                                   | ジョルジュ・プレートル パリ・オペラ・コミック座管弦楽団                          | CD: EMI ASIN B000025EOP                                        |
| 1976 | ジャーヌ・ロード                                         | ジャン=ピエール・マルティ フランス国立管弦楽団                                   | CD: INA ASIN B00004SH9T                                        |
| 1990 | ジュリア・ミゲネス・ジョンソン                           | ジョルジュ・プレートル フランス国立管弦楽団                                      | DVD: Erato ASIN B000005E7R                                     |
| 1990 | キャロル・ファーレイ                                     | ホセ・セレブリエル アデレード交響楽団                                            | CD: Chandos ASIN B00007FPEZ                                    |
| 1990 | キャロル・ファーレイ                                     | ホセ・セレブリエル スコットランド室内管弦楽団                                    | DVD: Vai ASIN B000EMG95Y                                       |
| 1993 | フランソワーズ・ポレ                                     | ジャン＝クロード・カサドシュ リール国立管弦楽団                                  | DVD: Harmonia Mundi ASIN B000025YSZ                            |
| 2000 | アンヌ=ソフィー・シュミット                              | ジャン=リュック・タンゴー オスティナート管弦楽団                                 | DVD: CASCAVELLE ASIN B000BP86UA 演出：ピエール・ジュルダン PAL |
| 2001 | フェリシティ・ロット                                     | アルミン・ジョルダン スイス・ロマンド管弦楽団                                    | CD: Harmonia Mundi ASIN B00005QZE8                             |
| 2011 | フェリシティ・ロット                                     | グレアム・ジョンソン （ピアノ）                                                  | DVD: Champs Hill Records ASIN B00AMUOOY6 ピアノ伴奏版          |
| 2015 | カロリーヌ・カサドシュ                                   | ジャン＝クリストフ・リゴー （ピアノ）                                            | CD: AD VITAM ASIN B01BZ2IPPS ピアノ伴奏版                      |
| 2015 | バーバラ・ハンニガン クロード・バルドゥイユ （黙役／彼） | エサ＝ペッカ・サロネン パリ・オペラ座管弦楽団 演出：クシシュトフ・ワルリコフスキ | DVD: Arthaus Musik ASIN B07C57GM9K                             |